# Manfred Pfister (Literaturwissenschaftler)
Manfred Pfister (* 1943) ist ein deutscher Anglist und Literaturwissenschaftler.

## Karriere
Nach seinem Staatsexamen 1968 an der Ludwig-Maximilians-Universität München wurde Pfister 1972 ebendort promoviert. 1978 habilitierte er sich (ebenfalls an der LMU) und erhielt 1980  einen Lehrstuhl für Englische Literaturwissenschaft an der Universität Passau. 1991 wechselte er auf eine Professur an die FU Berlin. Seit 2007 ist Pfister Ordentliches Mitglied der Berlin-Brandenburgischen Akademie der Wissenschaften. 2008 wurde er emeritiert.
Pfisters Forschungsschwerpunkte sind die Renaissance, das Fin de siècle und die Moderne. Im Hinblick auf literarische Gattungen beschäftigt er sich vor allem mit dem Drama, der Lyrik und dem Reisebericht. Er war Mitherausgeber des Shakespeare Jahrbuchs, der Poetica und der Internationalen Forschungen zur Allgemeinen und Vergleichenden Literaturwissenschaft. Pfister trat ebenso als Übersetzer lyrischer Werke hervor und hat die vierbändige zweisprachige Anthologie Englische und amerikanische Dichtung mit herausgegeben (2000) sowie 2009 die international anerkannte Anthologie Shakespeare’s Sonnets Global.

## Auszeichnungen
- 2021: Paul Scheerbart-Preis für seine „kongeniale Übertragung der Gedichte“ von „John Clare, die damit erstmals auch einem deutschen Publikum zugänglich sind“[2]

## Buch-Veröffentlichungen (Auswahl)
- Das Drama. Theorie und Analyse (München: Fink, UTB 580, 1977 und öfter).
- Studien zum Wandel der Perspektivenstruktur in elisabethanischen und jakobäischen Komödien. TUEPh, 3 (München: Fink, 1974).
- Oscar Wilde: The Picture of Dorian Gray, Text und Geschichte, 11, UTB 1388 (München: Fink, 1986),
- (mit Werner von Koppenfels) Englische und amerikanische Dichtung 2: Von Dryden bis Tennyson (München: C.H. Beck, 2000)
- (mit Stephan Kohl, Eberhard Kreutzer, Annegret Maack, Johannes N. Schmidt, Hans Ulrich Seeber und Hubert Zapf) Englische Literaturgeschichte (Stuttgart: Metzler, 1991).
- (mit Heinz Ickstadt), Ezra Pound, Die Cantos. In der Übersetzung von Eva Hesse und Manfred Pfister (Hamburg: Arche, 2012) ISBN 978-3-7160-2654-0.
- (mit Jürgen Gutsch), Shakespeare's Sonnets Global. 2 Bände (Dozwil: EDITION SIGNAThUR, 2009 und 2014) ISBN 978-3-908141-54-9 und ISBN 978-3-908141-96-9.
- Sir Thomas Browne. Hydriotaphia – Urnenbestattung und andere Schriften. Herausgegeben, übersetzt und kommentiert von Manfred Pfister. (Dozwil: EDITION SIGNAThUR, 2014) ISBN 978-3906273-00-6.
- Englische Lyrik des Fin-de-Siècle. Eine Anthologie. Herausgegeben, übersetzt und kommentiert von Manfred Pfister. (Dozwil: EDITION SIGNAThUR, 2019) ISBN 978-3-906273-35-8.
- John Clare. A Language That Is Ever Green. Gedichte deutsch/englisch. Herausgegeben, übersetzt und kommentiert von Manfred Pfister. (Berlin: Verlag Das kulturelle Gedächtnis 2021) ISBN 978-3-946990-54-3.